# Lutz Franke (Politiker)
Lutz Franke (* 29. Oktober 1960 in Halle (Saale)) ist ein deutscher Politiker der FDP. Er gehörte von 2006 bis 2011 dem Landtag von Sachsen-Anhalt an.

## Leben und Beruf
Nach der 10-klassigen Schulbildung erhielt Franke von 1977 bis 1980 bei der Deutschen Reichsbahn eine Berufsausbildung mit Abitur in Halle zum Facharbeiter für Eisenbahnbautechnik. 1980 arbeitete er als solcher in der Bahnmeisterei Halle/S. Von 1980 bis 1984 belegte er ein Studium Ingenieurökonomie mit Abschluss als Hochschulingenieurökonom. Er war von 1984 bis 1989 Offizier in den Grenztruppen der DDR. Nach der Wende arbeitete Franke von 1990 bis 1992 Redakteur der Bauer Verlagsgruppe bei der Tageszeitung Volksstimme. Des Weiteren ist er seit 1992 selbstständig als Unternehmensberater für deutsche und russische Unternehmen sowie staatliche und halbstaatliche Einrichtungen in Sankt Petersburg tätig. An der Fernuniversität Hagen studierte er von 1994 bis 1996 Wirtschaftswissenschaften, ohne das Studium abzuschließen. Seit 1995 ist Lutz Franke Referent für osteuropäische Wirtschaftspolitik und wirtschaftspolitische Entwicklungen in Russland und war Honorardozent an der Mitteldeutschen Marketingakademie.
Lutz Franke ist verheiratet und hat vier Kinder.

## Abgeordneter
In Sachsen-Anhalt war Franke von 2006 bis 2011 Mitglied des Landtages (MdL). Von 2006 bis 2008 war er Parlamentarischer Geschäftsführer der FDP-Fraktion. 2008 wurde er im zweiten Wahlgang zum stellvertretenden Fraktionsvorsitzenden. Franke ist Schatzmeister der FDP Sachsen-Anhalt. Außerdem ist er Fraktionsvorsitzender der FDP im Kreistag Altmarkkreis Salzwedel sowie FDP-Kreisvorsitzender im Altmarkkreis Salzwedel.